# Sarcophyton pachyphyllum
Espèce
Classification phylogénétique
Synonymes
Sarcanthus pachyphyllus Ames
Acampe pachyphylla (Ames) Szlach.

Statut CITES
Sarcophyton pachyphyllum est une espèce de plantes à fleurs de la famille des Orchidaceae (les orchidées) et du genre Sarcophyton. Elle fut décrite en premier lieu par Oakes Ames en 1915 puis transférée dans le genre Sarcophyton par Leslie Andrew Garay en 1972. Son nom vernaculaire est en anglais thick-leaved sarcanthus que l'on peut traduire par Sarcanthus à feuilles épaisses. Aucune sous-espèce n'est répertoriée. On la rencontre aux Philippines, jusqu'à une altitude de 500 m, de même qu'en Malaisie.

## Description générale
Orchidée monopodiale épiphyte avec une tige dressée portant quelques feuilles épaisses et charnues en forme de faucille. Fleurit au printemps sur une branche dressée, rigide et longue de 40 cm très fleuries. Fleurs mesurant entre 5 et 7 mm.

### Articles Connexes
- Sarcophyton
- Sarcophyton crassifolium
- Sarcophyton taiwanianum